# Јован Палеолог (брат цара Михаила VIII)
Јован Дука Палеолог (грч. Ἰωάννης Δούκας Παλαιολόγος; 1225/30 – 1274) је био византијски аристократа, брат цара Михаила VIII Палеолога (1259–1282), који је служио као главнокомандујући византијске војске. Играо је истакнуту улогу у војним походима свог брата, посебно у пресудној победи у бици код Пелагоније, али и у поновљеним походима на Епир и против Турака у Малој Азији. Повукао се из активне службе након пораза код Неопатре и убрзо након тога умро.

## Биографија

### Младост и први успеси
Јован Дука Палеолог је рођен негде после 1225. а пре 1230. године, син Андроника Палеолога, мега доместика Никејског царства, и његове прве жене Теодоре Палеолог. Јован је био њихов други син, после будућег цара Михаила Палеолога, и укупно четврто дете.
Ништа се о њему не зна све до 1256. године, када се чини да је послат на Родос. Разлози за то су нејасни; да ли ће можда преузети команду над војском, попунити административно место или као изгнанство, није познато. Поново се појављује 1258. године, када је учествовао у дворском преврату који је покренуо његов старији брат Михаило Палеолог, тада мега коностаул, против намесника малолетног цара Јована IV Ласкариса (1258–1261), Ђорђа Музалона. После Музалоновог убиства, Михаилo је младог цара ставио под заштиту Јована и њиховог полубрата Константина. Михаило се убрзо прогласио за намесника, а заузврат је именовао Јована за мега доместик и послао га да командује никејском војском у Македонији, са Алексијем Стратигопулом и Јованом Раулом Петралифасом као подређеним командантима.
После крунисања за цара - савладара почетком 1259. године, Михаило VIII је још више уздигао брата у чин севастократора (Стратигопул га је наследио као мега доместик), и уговорио брак са ћерком генерала Константина Торника. Цар Михаило VIII је тада наредио севастократору Јовану да нападне деспота Михаила II, владара супарничке византијске грчке државе Епир. Никејска војска је напредовала тако брзо да је затекла епирску војску у њеном логору у Касторији и натерала је да бежи у нереду. Севастократор Јован је затим наставио да напредује и заузма тврђаве Девол и Охрид, које су недавно заузели Епирци. Градови су пали после краћих опсада, а пелагонијска равница, са градом Битољом и око Преспанског језера, била је потчињена.
Деспот Михаило II Анђел Епирски је, међутим, повео своје снаге и био је појачан одредима из Кнежевине Ахеје и латинских држава јужне Грчке предвођених лично кнезом Виљемом II Вилардуеном, као и сицилијанским контингентом. Још одреда обезбедио је ванбрачни син деспота Михаила II, Јован Дука, владар Тесалије. Савезничке снаге су биле очигледно бројчано надмоћније од никејске војске, а Јован Палеолог је избегао директну конфронтацију, користећи своје покретне турске и куманске коњанике стрелце да истроши противничке снаге. Поред тога, савезничка војска је била подељена сукобљеним циљевима и мржњом између Епирских Грка и Латина. Свађа са кнезом Вилијамом II довела је до повлачења епирске војске и привремене промене страна Јована Дуке кои одлази у никејски логор. Следећег дана, никејске снаге су напале Латине који су претрпели тежак пораз; Сам кнез Вилијам II и многи други барони су заробљени, док је већина латинских војника убијена или заробљена.
После овог успеха, Јован Палеолог се придружио снагама Јована Дуке, кренуо на југ у Тесалију, заузевши и учврстивши њене тврђаве, све док није стигао до града Неопатре, где је неко време направио свој логор. Затим је наставио даље у Беотију; територију Атинског војводства, где је заузео и опљачкао Ливадију и Тебу. У овом тренутку, међутим, Јован Дука је пребегао назад свом оцу, нарушивши равнотежу снага, а сам Јован Палеолог је убрзо након тога позван у Лампсак. Тако је његово освајање Грчке остало непотпуно и убрзо је поништено након што је Епир повратио изгубљене територије.

### Позне године и смрт
Код Лампсака се Јован састао са својим братом, који је његове победе наградио титулом деспота, другим после самог цара у византијској хијерархији, док су његов таст Торник и његов полубрат Константин били проглашени за севастократоре. Тада, или нешто касније, такође су му дата острва Родос и Лезбос као лични домен (пронија). У јулу 1261. године, Константинопољ је враћен и Византијско царство је обновљено са Михаилом VIII као јединим царем. У међувремену, међутим, ствари су ишле лоше у Епиру, где је деспот Михаило II повратио своје територије и поново је претио царским поседима у Македонији. Године 1261. деспот Јован је послат у поход на Епир. После дугих и тешких борби, у лето 1263/1264. године, остварио је велику победу, која је приморала деспота Михаила II да склопи мир: епирски владар је признао царски суверенитет, а његов син и наследник Нићифор је био ожењен Аном Палеологином Кантакузином, сестричином цара Михаила VIII.
После овог успеха, послат је у Малу Азију, где су турски напади на византијско погранично подручје постали претња и где су турски досељеници почели да продиру на царску територију. Остао је тамо до 1267. године, и постигао известан успех, обезбеђујући земље око долине реке Меандар и обнављајући одбрану региона. Историчар Георгије Пахимер је свакако похвалио његово вођење ових операција и навео да је само помињање његовог присуства изазвало страх код његових непријатеља.
Крајем 1260-их деспот Јован се вратио у Европу, а постоје докази о његовој активности у Македонији и Тесалији. Имао је поседе у долини реке Стримон у Македонији, о чему сведоче документи који се тичу имања манастира у источној Тесалији, које су Византинци вероватно повратили до тада, после смрти деспота Михаила II Епирског 1267/1268.  Севастократор Јован I Дука од Тесалије је, међутим, остао један од главних противника Царства, а цар Михаило VIII Палеолог је организовао кампању (различито датовану у 1272/1273 или 1274/1275) да би га коначно покорио. Био је то подухват великих размера: армија од око 30.000 људи, углавном плаћеника, стављена је под команду деспота Јована Палеолога и Алексија Кабаларија, док је копненим снагама требало да помогне флота од преко 70 бродова под командом Алексија Филантропена.  Кампања је у почетку била крунисана успехом, пошто је византијска војска брзо напредовала кроз Тесалију и опседала севастократора Јована I Дуку у његовој престоници Неопатри. Севастократор Јован I, међутим, успео је у тајности да побегне, прибави помоћ од Атинског војводства и потпуно порази опседнуту византијску војску у бици код Неопатре. Са својим расутим снагама, деспот Јован Палеолог се повукао на север; на путу је сазнао за напад латинске флоте на византијску морнарицу код Деметрије. Окупљајући све људе које је могао наћи, деспоти су водили своје трупе у марш од четрдесет миља, кроз ноћ, према Деметрији. Ту су наишли на битку у пуном јеку, а Латини су имали предност. Долазак свежих трупа је, међутим, променио равнотежу и битка је завршена убедљивом византијском победом.
Упркос свом доприносу победи код Деметрије, деспот Јован Палеолог је био сломљен губитком своје војске код Неопатре. Према византијским изворима, он се одрекао своје титуле деспота (иако су неки савремени историчари претпоставили да му је одузео његов брат), и изгледа да је умро убрзо након тога (1273/1274 или 1274/1275, у зависности од датума, Тесалијског похода).{{harvnb|